# Thitipan Puangchan
Thitipan Puangchan, född 1 september 1993 i Suphan Buri, är en thailändsk fotbollsspelare.
Thitipan Puangchan spelade 33 landskamper för det Thailändska landslaget.